# Tiba Marchetti
Tiba Marchetti (* 4. September 1967 in Villach) ist eine österreichische Fernsehmoderatorin und Journalistin.

## Leben und Karriere
Marchetti studierte Theaterwissenschaften, Publizistik und Politik, ihre Diplomarbeit schrieb sie über die Filme von Michael Haneke. Während ihres Studiums war sie als freie Mitarbeiterin in der Kulturabteilung des Standard tätig. Einen Tag nach ihrer Sponsion begann sie 1995 ihre Mitarbeit in der ORF-Nachrichtenredaktion. 1999 wechselte Marchetti dann zur ZIB-Auslandsredaktion. 2000 moderierte sie die Spät-ZIB am Wochenende, von Jänner bis April 2004 zusätzlich die ZIB 3. Von 2004 bis 2010 präsentierte sie die Kurzausgaben der ZIB um 9:00 und 13:00. Seit 2014 arbeitet Marchetti in der Redaktion von Am Schauplatz.

## Auszeichnungen
- 2021: Prälat-Leopold-Ungar-JournalistInnenpreis in der Kategorie Fernsehen für ihren Beitrag Der letzte Wunsch in der Sendereihe Am Schauplatz[2][3][4]

## Persönliches
Tiba Marchetti ist verheiratet und hat zwei Töchter. Sie ist ausgebildete Psychotherapeutin und betreibt eine Praxis für Psychotherapie und Coaching.